# NGC 7095
NGC 7095 est une vaste galaxie spirale barrée magellanique située dans la constellation de l'Octant. Sa vitesse par rapport au fond diffus cosmologique est de 2 564 ± 3 km/s, ce qui correspond à une distance de Hubble de 37,8 ± 2,7 Mpc (∼123 millions d'al). NGC 7095 a été découverte par l'astronome britannique John Herschel en 1837.	
Wolfgang Steinicke et le professeur Seligman classent cette galaxie comme une spirale ordinaire, mais l'image obtenue des données du relevé DSS montre assez nettement la présence d'une barre au centre de la galaxie. Aussi, la classification de spirale barrée préconisée par les bases de données NASA/IPAC et HyperLeda semble mieux décrire NGC 7095.
La classe de luminosité de NGC 7095 est III et elle présente une large raie HI.
En raison d'une brillance de surface égale à 14,30 mag/am2, on peut qualifier NGC 7095 de galaxie à faible brillance de surface (LSB en anglais pour low surface brightness). Les galaxies LSB sont des galaxies diffuses (D) avec une brillance de surface inférieure de moins d'une magnitude à celle du ciel nocturne ambiant.
À ce jour, sept mesures non basées sur le décalage vers le rouge (redshift) donnent une distance de 15,104 ± 11,361 Mpc (∼49,3 millions d'al), ce qui est nettement à l'extérieur des valeurs de la distance de Hubble. Notons que c'est avec la valeur moyenne des mesures indépendantes, lorsqu'elles existent, que la base de données NASA/IPAC calcule le diamètre d'une galaxie et qu'en conséquence le diamètre de NGC 7095 pourrait être d'environ 89,8 kpc (∼293 000 al) si on utilisait la distance de Hubble pour le calculer.
Selon Soares et ses collègues, NGC 7095 (désignée comme ESO 027-0010 dans l'article) et ESO 027-0030 forment une paire de galaxies. La distance de Hubble d'ESO 343-003 est de 37,94 ± 2,71 (∼), ce qui est presque la même que celle de NGC 7095, confirmant ainsi qu'il s'agit d'une paire réelle de galaxies.
Note : la base de données HyperLeda associe la galaxie NGC 7095 à PGC 189176 (ESO 287-042), une erreur d'identification.